# Ophiozonella oedilepis
Ophiozonella oedilepis is een slangster uit de familie Ophiolepididae.
De wetenschappelijke naam van de soort werd in 1942 gepubliceerd door Shiro Murakami.